# Tugnuj
Tugnuj (ros. Тугнуй) – wieś w Rosji, w Buriacji, w rejonie muchorszybirskim. W 2010 liczyła 740 mieszkańców.